# Nereta kommun
Nereta kommun (lettiska: Neretas novads) var en kommun i Lettland. Den låg i den centrala delen av landet, 100 km sydost om huvudstaden Riga. Antalet invånare var 4 425. Arean var 646 kvadratkilometer.
2021 slogs kommunen samman med Aizkraukle kommun.
Följande samhällen fanns i Neretas novads:
- Nereta